# Karina Ibragimowna Sabirowa
Karina Ibragimowna Sabirowa (russisch Карина Ибрагимовна Сабирова; * 23. März 1998 in Astrachan) ist eine russische Handballspielerin, die dem Kader der russischen Nationalmannschaft angehört.

## Karriere
Karina Sabirowa spielte ab dem Jahr 2011 für GK Astrachanotschka. Dort lief die Rückraumspielerin unter anderem mit der Damenmannschaft von Astrachanotschka in der höchsten russischen Spielklasse auf. Mit Astrachanotschka gewann 2016 die russische Meisterschaft. Seit der Saison 2021/22 steht sie beim Ligakonkurrenten PGK ZSKA Moskau unter Vertrag. Mit ZSKA gewann sie 2022, 2023 und 2024 den russischen Pokal sowie 2023 und 2024 die russische Meisterschaft. Nachdem Sabirowa in der Saison 2022/23 in 44 Pflichtspielen insgesamt 165 Treffer für ZSKA erzielt hatte, zog sie sich im ersten Halbfinalspiel um die russische Meisterschaft einen Riss des vorderen Kreuzbandes zu. Nach ihrer Rekonvaleszenz gewann sie mit ZSKA 2025 die russische Meisterschaft.
Sabirowa nahm 2014 an den Olympischen Jugend-Sommerspielen teil und gewann die Silbermedaille. 2015 gewann sie mit Russland bei der U-17-Europameisterschaft die Silbermedaille und wurde zusätzlich in das All-Star-Team gewählt. Ein Jahr später gewann sie bei der U-18-Weltmeisterschaft die Goldmedaille und wurde zusätzlich mit dem MVP-Titel geehrt. Im selben Jahr errang sie mit der russischen Juniorinnen-Auswahl die Silbermedaille bei der U-20-Weltmeisterschaft.
Sabirowa wurde 2016 erstmals von Jewgeni Trefilow in den Kader der russischen Nationalmannschaft berufen. Mit der russischen Auswahl nahm sie an der Europameisterschaft 2016 und an der Europameisterschaft 2020 teil.